# Panic (artiest)
Panic is het pseudoniem van de Nederlandse live-dj en muziekproducent Dennis Copier (Rotterdam, 24 november 1975) die voornamelijk hardcore en oldskool-hardcore produceert. Anno 2007 werkt Panic voor Neophyte Records, Offensive Records en Rotterdam Records.
Toen DJ Paul Elstak Copier in de disco Pompeï hoorde draaien, kreeg hij een contract aangeboden bij Elstak records. Panic was een van de eerste echt bekende hardcore dj's van Nederland en heeft op vele feesten gedraaid.